# Hoa hậu Quốc tế 2013
Hoa hậu Quốc tế 2013 là cuộc thi tìm ra Hoa hậu Quốc tế lần thứ 53, được tổ chức vào ngày 17 tháng 12 năm 2013 tại Hội trường Khách san Shinagawa Prince, thủ đô Tokyo của Nhật Bản. Hoa hậu Quốc tế 2008 Alejandra Andreu đến từ Tây Ban Nha đã trao lại vương miện cho Tân Hoa hậu, cô Bea Santiago đến từ Philippines. Đây là lần thứ năm Philippines chiến thắng cuộc thi này.
Cuộc thi năm nay có một điểm khác biệt là Đương kim Hoa hậu không xuất hiện để trao lại vương miện cho người kế nhiệm. Lý do là vì Hoa hậu Quốc tế 2012 Ikumi Yoshimatsu đã bị cấm tham dự sự kiện này do liên quan đến vụ bê bối mà một giám đốc truyền thông Genichi Taniguchi bị cáo buộc quấy rối và đe dọa cô Yoshimatsu vì đã không ký hợp đồng với một cơ quan tài năng có liên quan đến Yakuza Nhật Bản hoặc thế giới ngầm.

## Xếp hạng

### Thứ hạng
| Kết quả              | Thí sinh |
| -------------------- | --- |
| Hoa hậu Quốc tế 2013 | - Philippines – Bea Santiago |
| Á hậu 1              | - Hà Lan – Nathalie den Dekker |
| Á hậu 2              | - New Zealand – Casey Radley |
| Top 5                | - Hungary – Brigitta Otvos - Colombia – Lorena Hermida |
| Top 15               | - Brazil – Cristina Alves - Ecuador – Nathaly Arroba - Gibraltar – Jamielee Randall - Iceland – Sigrún Eva Ármannsdóttir - Lithuania – Elma Segzdaviciute - Puerto Rico – Ashley Beth Pérez - Nga – Olga Gaidabura - Tây Ban Nha – Araceli Carrilero - Thái Lan – Chointicha Tiengtham - Hoa Kỳ – Andrea Neu |

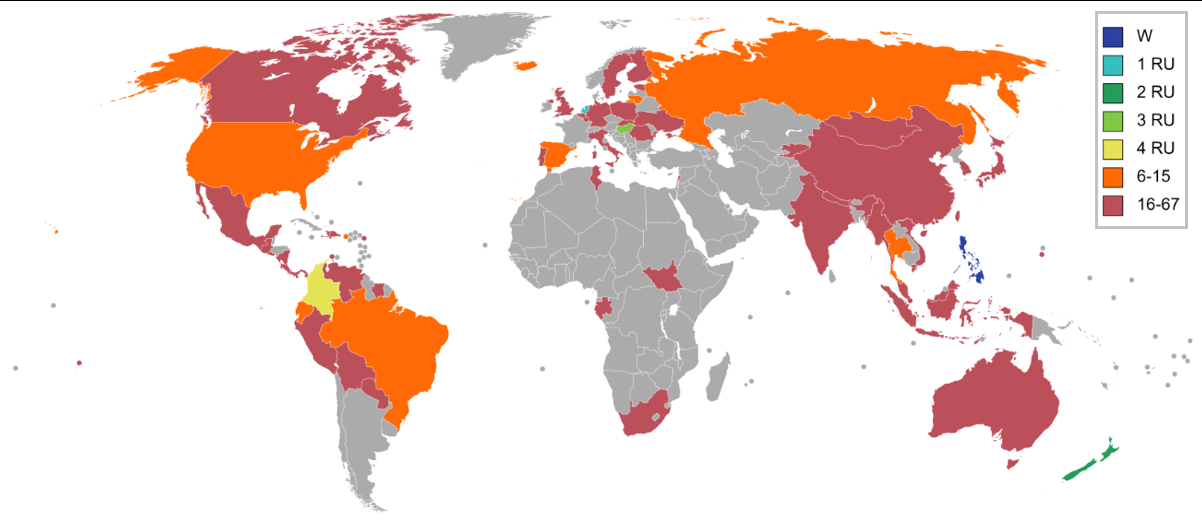
Các quốc gia và vùng lãnh thổ tham gia Hoa hậu Quốc tế 2013 và kết quả.

### Các giải thưởng đặc biệt
| Giải thưởng             | Thí sinh                           |
| ----------------------- | ---------------------------------- |
| Best In Debate          | - Phần Lan – Helianna Ylimaula     |
| Best In Speech          | - Nhật Bản – Yukiko Takahashi      |
| Best In Interviews      | - Singapore – Jia Min Chew         |
| Miss. Beauty With Voice | - Mexico – Lucero Montemayor       |
| People Choice Award     | - Bồ Đào Nha – Ana Claudia Ornelas |

## Thí sinh tham gia
67 thí sinh tham dự cuộc thi năm nay:
| Quốc gia/Vùng lãnh thổ | Thí sinh                   | Tuổi | Quê hương        |
| ---------------------- | -------------------------- | ---- | ---------------- |
| Aruba                  | Erialda Croes              | 23   | Oranjestad       |
| Úc                     | Johanna Parker             | 23   | Sydney           |
| Bỉ                     | Ekaterina Sarafanova       | 21   | Bruxelles        |
| Bolivia                | Adriana Delgadillo         | 22   | Chuquisaca       |
| Brazil                 | Cristina Alves Da Silva    | 24   | Parnamirim       |
| Canada                 | Sarah Ainsley Harrison     | 25   | Ottawa           |
| Trung Quốc             | Jin Ying                   | 22   | Bắc Kinh         |
| Trung Hoa Đài Bắc      | Xiao-wen Chen              | 22   | Đài Bắc          |
| Colombia               | Lorena Hermida             | 24   | Pitalito         |
| Costa Rica             | Andrea Rojas               | 21   | Palmares         |
| Cộng hòa Dominica      | Carmen Muñoz Guzmán        | 21   | Licey al Medio   |
| Ecuador                | Nathaly Arroba Hurtado     | 23   | Guayaquil        |
| El Salvador            | Yaritza Rivera             | 19   | San Salvador     |
| Estonia                | Madli Vilsar               | 22   | Kuressaare       |
| Phần Lan               | Helianna Ylimaula          | 23   | Siuntio          |
| Gabon                  | Reilly Makaya              | 24   | Tchibanga        |
| Đức                    | Oksana Koroleva            | 22   | Berlin           |
| Gibraltar              | Jamielee Randall           | 22   | Gibraltar        |
| Guadeloupe             | Megane Monrose             | 18   | Basse-Terre      |
| Guam                   | Lirone Veksler             | 20   | Hagåtña          |
| Guatemala              | Sara Guerrero              | 24   | Salamá           |
| Haiti                  | Clara Luce Lafond          | 21   | Port-au-Prince   |
| Hồng Kông              | Lưu Bội Nguyệt             | 22   | Hồng Kông        |
| Hungary                | Brigitta Ötvös             | 21   | Budapest         |
| Iceland                | Sigrún Eva Ármannsdóttir   | 20   | Akranes          |
| Ấn Độ                  | Gurleen Grewal             | 21   | Chandigarh       |
| Indonesia              | Marisa Sartika Maladewi    | 20   | Palembang        |
| Ý                      | Sara Cavagnari             | 25   | Reggio Emilia    |
| Nhật Bản               | Yukiko Takahashi           | 24   | Tokyo            |
| Hàn Quốc               | Han Ji-eun                 | 21   | Incheon          |
| Kyrgyzstan             | Meerim Erkinbayeva         | 22   | Bishkek          |
| Liban                  | Layla Yarak                | 21   | Beirut           |
| Lithuania              | Elma Segzdaviciute         | 18   | Vilnius          |
| Luxembourg             | Corrine Semedo Furtado     | 23   | Luxembourg       |
| Ma Cao                 | Adela Ka-Wai Sou           | 23   | Ma Cao           |
| Malaysia               | Charissa Chong Su Huey     | 19   | Kuala Lumpur     |
| Mexico                 | Lucero Montemayor          | 23   | Monterrey        |
| Mông Cổ                | Anu Namshir                | 22   | Ulaanbaatar      |
| Myanmar                | Gonyi Aye Kyaw             | 22   | Mandalay         |
| Nepal                  | Shritima Shah              | 21   | Kathmandu        |
| Hà Lan                 | Nathalie den Dekker        | 23   | Amstelveen       |
| New Zealand            | Casey Radley               | 20   | Auckland         |
| Nicaragua              | Celeste Castillo           | 19   | Managua          |
| Panama                 | Betzy Madrid               | 19   | Thành phố Panama |
| Paraguay               | Marta Raviolo              | 22   | Coronel Oviedo   |
| Peru                   | Maria Gracia Figueroa      | 23   | Lima             |
| Philippines            | Bea Santiago               | 23   | Cataingan        |
| Ba Lan                 | Katarzyna Oracka           | 25   | Warszawa         |
| Bồ Đào Nha             | Ana Claudia Ornelas        | 20   | Lisboa           |
| Puerto Rico            | Ashley Beth Pérez          | 22   | San Juan         |
| România                | Diana Maria Tiron          | 19   | Bucharest        |
| Nga                    | Olga Gaidabura             | 20   | Bashkortostan    |
| Singapore              | Jia Min Chew               | 23   | Singapore        |
| Slovakia               | Nikoleta Duchoňová         | 19   | Trebatice        |
| Nam Phi                | Cindy Rosslind             | 23   | Cape Town        |
| Nam Sudan              | Ayak Abiel                 | 22   | Juba             |
| Tây Ban Nha            | Araceli Carrilero Martínez | 21   | Albacete         |
| Suriname               | Cherelen Van Bastasa       | 22   | Paramaribo       |
| Thụy Điển              | Eleonore Lilja             | 20   | Stockholm        |
| Tahiti                 | Ohana Huber                | 20   | Papeete          |
| Thái Lan               | Chonticha Tiengtham        | 18   | Chonburi         |
| Tunisia                | Sondes Zamouri             | 24   | Menzel Bourguiba |
| Ukraine                | Margaryta Gorbyk           | 23   | Kiev             |
| Anh Quốc               | Elizabeth Greenham         | 20   | Ferndale         |
| Hoa Kỳ                 | Andrea Neu                 | 23   | Durango          |
| Venezuela              | Elián Herrera              | 22   | Cagua            |
| Việt Nam               | Lô Thị Hương Trâm          | 24   | Nghệ An          |

## Chú ý

### Lần đầu tham gia
- Nam Sudan

### Trở lại
| - Lần cuối tham gia vào năm 1996: - Luxembourg - Lần cuối tham gia vào năm 2004: - Iceland - Tunisia - Lần cuối tham gia vào năm 2010: - Lithuania | - Lần cuối tham gia vào năm 2011: - Aruba - Trung Quốc - Kyrgyzstan - Hà Lan - Romania - Nam Phi - Việt Nam |

### Bỏ cuộc
| - Argentina - Belarus - Belize - Cameroon - Đan Mạch | - Pháp - Honduras - Israel - Latvia - Mauritius | - Namibia - Sri Lanka - Thổ Nhĩ Kỳ - Quần đảo Virgin (Mỹ) |